# زاک ماکوفسکی
زاک ماکوفسکی (انگلیسی: Zach Makovsky؛ زادهٔ ۱۹ آوریل ۱۹۸۲) ورزشکار هنرهای رزمی ترکیبی اهل ایالات متحده آمریکا است.